# Adam Glass
Adam Glass (Decatur, Georgia, 12 de agosto de 1968) é um escritor, roteirista e produtor de TV norte-americano. Conhecido principalmente por seu trabalho na série de TV Supernatural, também trabalhou nos programas Cold Case e Criminal Minds. Como autor de quadrinhos, escreveu títulos como Deadpool e Luke Cage para a Marvel Comics, e assinou a fase Novos 52 de Esquadrão Suicida na DC Comics. Sua obra autoral Rough Riders foi publicada pela AfterShock.

## Filmografia
- Blue Collar TV roteirista e supervisor de produção (2004-2005)
- The Cleaner roteirista e consultor de produção (2008-2009)
- Cold Case roteirista e produtor (2009-2010)
- Supernatural roteirista e produtor-executivo (2010-2015)
- Criminal Minds: Beyond Borders roteirista e produtor-executivo (2016)